# Bad Fischau-Brunn

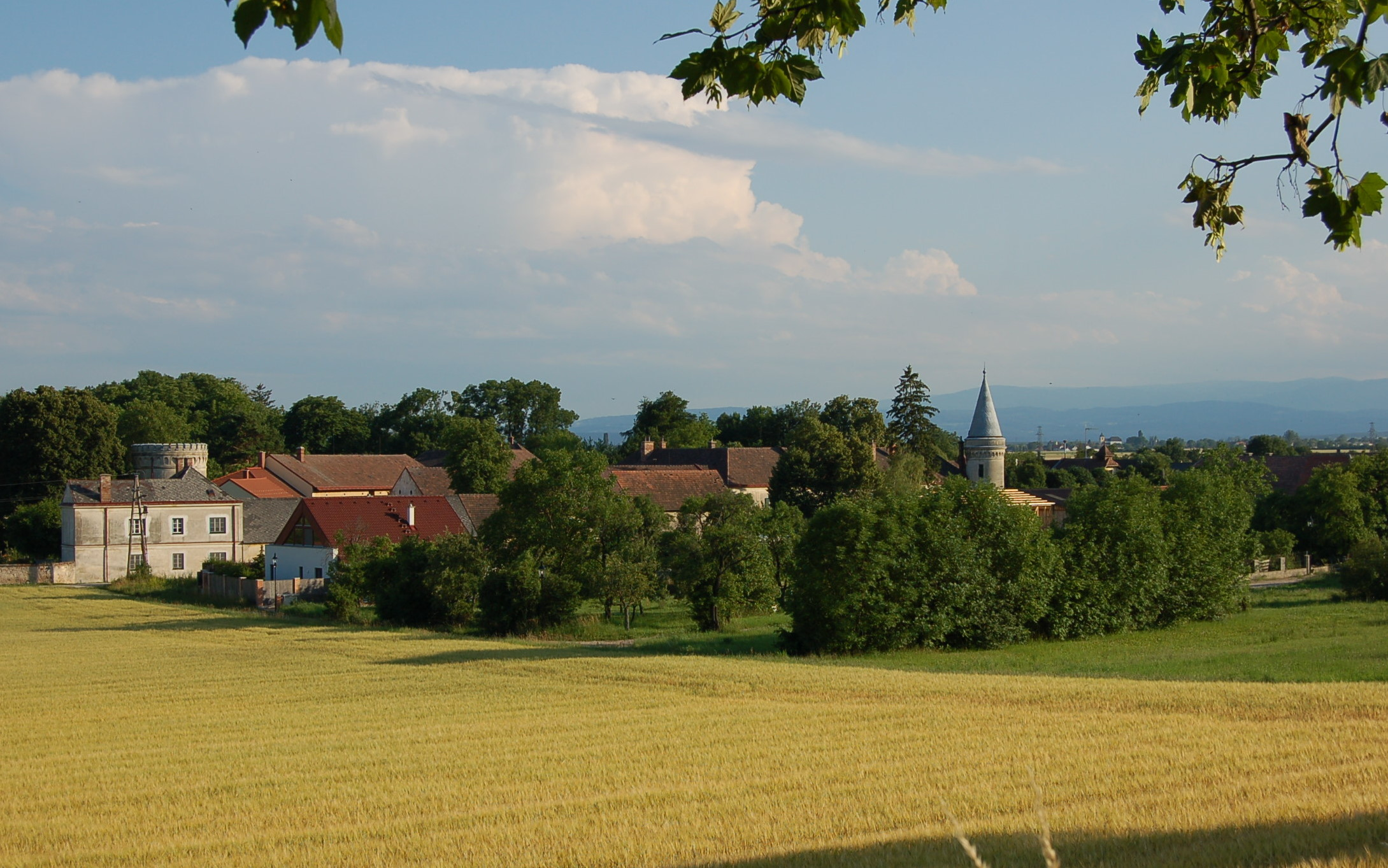
Brunn an der Schneebergbahn mit dem Schloss Brunn

Bad Fischau-Brunn ist eine Marktgemeinde mit 3532 Einwohnern (Stand 1. Jänner 2025) im Bezirk Wiener Neustadt in Niederösterreich.

## Geografie
Bad Fischau-Brunn liegt im Industrieviertel in Niederösterreich etwa 50 km südlich von Wien am Rand des Wiener Beckens. Sie liegt am Westrand des Steinfeldes an der Thermenlinie. Die Fläche der Marktgemeinde umfasst 20,59 km². 36,22 % der Fläche sind bewaldet.

### Gemeindegliederung
| Katastralgemeinden                                             | Ortschaften in der Gemeinde                       |
| -------------------------------------------------------------- | ------------------------------------------------- |
| Bad Fischau (11,44 km²) Brunn an der Schneebergbahn (9,18 km²) | Bad Fischau (M) · Brunn an der Schneebergbahn (D) |
| Legende                                                        |                                                   |

| In der Spalte Katastralgemeinden sind sämtliche Katastralgemeinden einer Gemeinde angeführt. In der Klammer ist die jeweilige Fläche in km² angegeben. |
| In der Spalte Ortschaften sind sämtliche von der Statistik Austria erfassten Siedlungen, die auch eine eigene Ortschaftskennziffer aufweisen, angeführt. In der Hierarchieebene derselben Spalte, rechts eingerückt, werden nur Ansiedlungen, die mindestens aus mehreren Häusern bestehen, dargestellt. Die wichtigsten der verwendeten Abkürzungen sind: - M = Hauptort der Gemeinde - Stt = Stadtteil - R = Rotte - W = Weiler - D = Dorf - ZH = Zerstreute Häuser - Sdlg = Siedlung - Hgr = Häusergruppe - E = Einzelgehöft (nur wenn sie eine eigene Ortschaftskennziffer haben) Die komplette Liste der Statistik Austria ist in: Topographische Siedlungskennzeichnung nach STAT Zu beachten ist, dass manche Orte unterschiedliche Schreibweisen haben können. So können sich Katastralgemeinden anders schreiben als gleichnamige Ortschaften bzw. Gemeinden. Quelle: Statistik Austria – Liste für Niederösterreich (PDF) |

Das Gemeindegebiet umfasst folgende zwei Ortschaften (in Klammern Einwohnerzahl Stand 1. Jänner 2025):
- Bad Fischau (2270)
- Brunn an der Schneebergbahn (1262)

Die Gemeinde besteht aus den Katastralgemeinden Bad Fischau und Brunn an der Schneebergbahn.

### Nachbargemeinden
| Markt Piesting (die gemeinsame Grenze ist wenige hundert Meter lang) | Wöllersdorf-Steinabrückl                    |                 |
| Winzendorf-Muthmannsdorf                                             | Kompassrose, die auf Nachbargemeinden zeigt | Wiener Neustadt |
|                                                                      | Weikersdorf am Steinfelde                   |                 |

## Geschichte
Funde belegen, dass im Gemeindebereich Bad Fischau-Brunn schon im fünften vorchristlichen Jahrtausend Menschen gelebt haben. Auch in der Bronzezeit lassen sich Spuren der vorgeschichtlichen Bewohner nachweisen. Einige Jahrhunderte vor Christus drangen hier die Kelten ein. Sie hatten am Töpferboden der Malleiten eine beachtliche Ansiedlung. Die erste Ortsbezeichnung „Viscaia“ geht auf sie zurück.
Ein früh- bis mittellatènezeitliches Gräberfeld mit Körper- und Brandbestattungen wurde im Ortsteil Brunn an der Schneebergbahn ausgegraben. Die einzelnen Gräber sind teils mit Steinpackungen zugedeckt worden. Im Grab eines keltischen Kriegers wurden Bronzeblechbeschläge im Cheshire-Cat-Stil als Grabbeigaben vorgefunden.
Vor Christi Geburt war das Gebiet Teil des keltischen Königreiches Noricum und gehörte zur Umgebung der keltischen Höhensiedlung Burg auf dem Schwarzenbacher Burgberg.
Um Christi Geburt kamen die Römer in das Gebiet. Im Römischen Reich lag das heutige Bad Fischau-Brunn in der Provinz Pannonia. Sie ließen sich hier an der wichtigen Heeres- und Handelsstraße nach Vindobona (Wien) nieder. Germanen verdrängten die Römer im 5. Jahrhundert, die Völkerwanderung setzte ein. Awaren und Slawen siedelten hier auf längere Zeit, bis Karl der Große sie im 8. Jahrhundert vertrieb und zwei Grenzmarken errichtete. Bad Fischau-Brunn gehörte zum nördlichsten Teil von Karantanien (aus der später Kärnten und die Steiermark hervorgingen) und wurde von Salzburg aus kirchlich betreut. 865 wurde zu „Fiscere“ eine Taufkirche und ein Weghospiz errichtet.

Fischau und Brunn am Steinfeld (Mitte links) um 1873 (Aufnahmeblatt der Landesaufnahme)

Urkundliche Nachweise über Fischau und Brunn sind erst ab dem 12. Jahrhundert erhalten (1130 für Fischau), die Schlösser in Fischau und Brunn dürften aus dieser Zeit stammen. Die Münze wurde in diesem Jahrhundert von Neunkirchen nach Fischau verlegt, wodurch Fischau zum Markt wurde und einige politische Bedeutung erhielt. In den Kriegen zwischen dem österreichischen Herzog Heinrich II. und dem steirischen Herzog Ottokar IV. wurde Fischau 1175 niedergebrannt. Ende des 15. Jahrhunderts fielen die Magyaren ein, später wüteten hier die Türken. Am Beginn des 18. Jahrhunderts ließ Fürst Esterhazy das Schloss in Barockstil wiederaufbauen; ein großes Erdbeben (1768) richtete am Schloss und im Pfarrhof großen Schaden an; er wurde 1798 umgebaut und renoviert.
Der Ortsname ist in verschiedenen Schreibweisen überliefert:
- 805 „Fiskaha“
- 1151 „Vischa“
- 1277 „Uischere“

Die zusätzliche Bezeichnung „Bad“ wurde 1929 der Gemeinde zuerkannt.
Die jetzige Marktgemeinde entstand 1969 durch die Zusammenlegung der bis dahin unabhängigen Gemeinden Brunn an der Schneebergbahn und Bad Fischau.

### Bevölkerungsentwicklung
| Bad Fischau-Brunn: Einwohnerzahlen von 1869 bis 2025 | Bad Fischau-Brunn: Einwohnerzahlen von 1869 bis 2025 | Bad Fischau-Brunn: Einwohnerzahlen von 1869 bis 2025 | Bad Fischau-Brunn: Einwohnerzahlen von 1869 bis 2025 | Bad Fischau-Brunn: Einwohnerzahlen von 1869 bis 2025 |
| ---------------------------------------------------- | ---------------------------------------------------- | ---------------------------------------------------- | ---------------------------------------------------- | ---------------------------------------------------- |
| Jahr                                                 |                                                      |                                                      |                                                      | Einwohner                                            |
| 1869                                                 | 1869                                                 |                                                      | 1.315                                                | 1.315                                                |
| 1880                                                 | 1880                                                 |                                                      | 1.466                                                | 1.466                                                |
| 1890                                                 | 1890                                                 |                                                      | 1.496                                                | 1.496                                                |
| 1900                                                 | 1900                                                 |                                                      | 1.801                                                | 1.801                                                |
| 1910                                                 | 1910                                                 |                                                      | 1.909                                                | 1.909                                                |
| 1923                                                 | 1923                                                 |                                                      | 2.377                                                | 2.377                                                |
| 1934                                                 | 1934                                                 |                                                      | 2.024                                                | 2.024                                                |
| 1939                                                 | 1939                                                 |                                                      | 2.386                                                | 2.386                                                |
| 1951                                                 | 1951                                                 |                                                      | 2.182                                                | 2.182                                                |
| 1961                                                 | 1961                                                 |                                                      | 2.019                                                | 2.019                                                |
| 1971                                                 | 1971                                                 |                                                      | 2.133                                                | 2.133                                                |
| 1981                                                 | 1981                                                 |                                                      | 2.242                                                | 2.242                                                |
| 1991                                                 | 1991                                                 |                                                      | 2.500                                                | 2.500                                                |
| 2001                                                 | 2001                                                 |                                                      | 2.676                                                | 2.676                                                |
| 2011                                                 | 2011                                                 |                                                      | 2.959                                                | 2.959                                                |
| 2021                                                 | 2021                                                 |                                                      | 3.516                                                | 3.516                                                |
| 2025                                                 | 2025                                                 |                                                      | 3.532                                                | 3.532                                                |
| Quelle(n): Statistik Austria, Gebietsstand 1.1.2021  |                                                      |                                                      |                                                      |                                                      |

### Religion
Nach den Daten der Volkszählung 2001 waren 75,3 % der Einwohner römisch-katholisch und 4,2 % evangelisch, 2,7 % Muslime, 0,9 % gehörten orthodoxen Kirchen an. 15,0 % der Bevölkerung hatten kein religiöses Bekenntnis.

## Kultur und Sehenswürdigkeiten
- Fischauer Thermalbad: 1363 erste Erwähnung eines Badebetriebes. Das von 1871 bis 1873 erbaute Thermalbad steht unter Denkmalschutz (18 °C, Rheuma- und Trinkkuren) und ist bedeutsam für den Kur- und Tagesfremdenverkehr.
- Pfarrkirche Bad Fischau-Brunn
- Schloss Fischau: 12. Jahrhundert erbaut, 1728 und 1830 erneuert, 2003 renoviert und heute ein Ort kultureller Veranstaltungen
- Eisensteinhöhle Bad Fischau-Brunn: die Eisensteinhöhle wurde durch Zufall 1855 entdeckt, und ist heute eine Schauhöhle
- Höhlenmuseum Eisensteinhöhle

## Wirtschaft und Infrastruktur
Es gibt Landwirtschaft, Fremdenverkehr, Gastronomie, Baumärkte und Mittelbetriebe.

### Öffentliche Einrichtungen
In der Gemeinde befindet sich eine Volksschule.

### Verkehr
- Beim Bahnhof Bad Fischau-Brunn zweigt von der Schneebergbahn eine Flügelbahn nach Wöllersdorf ab.

## Politik

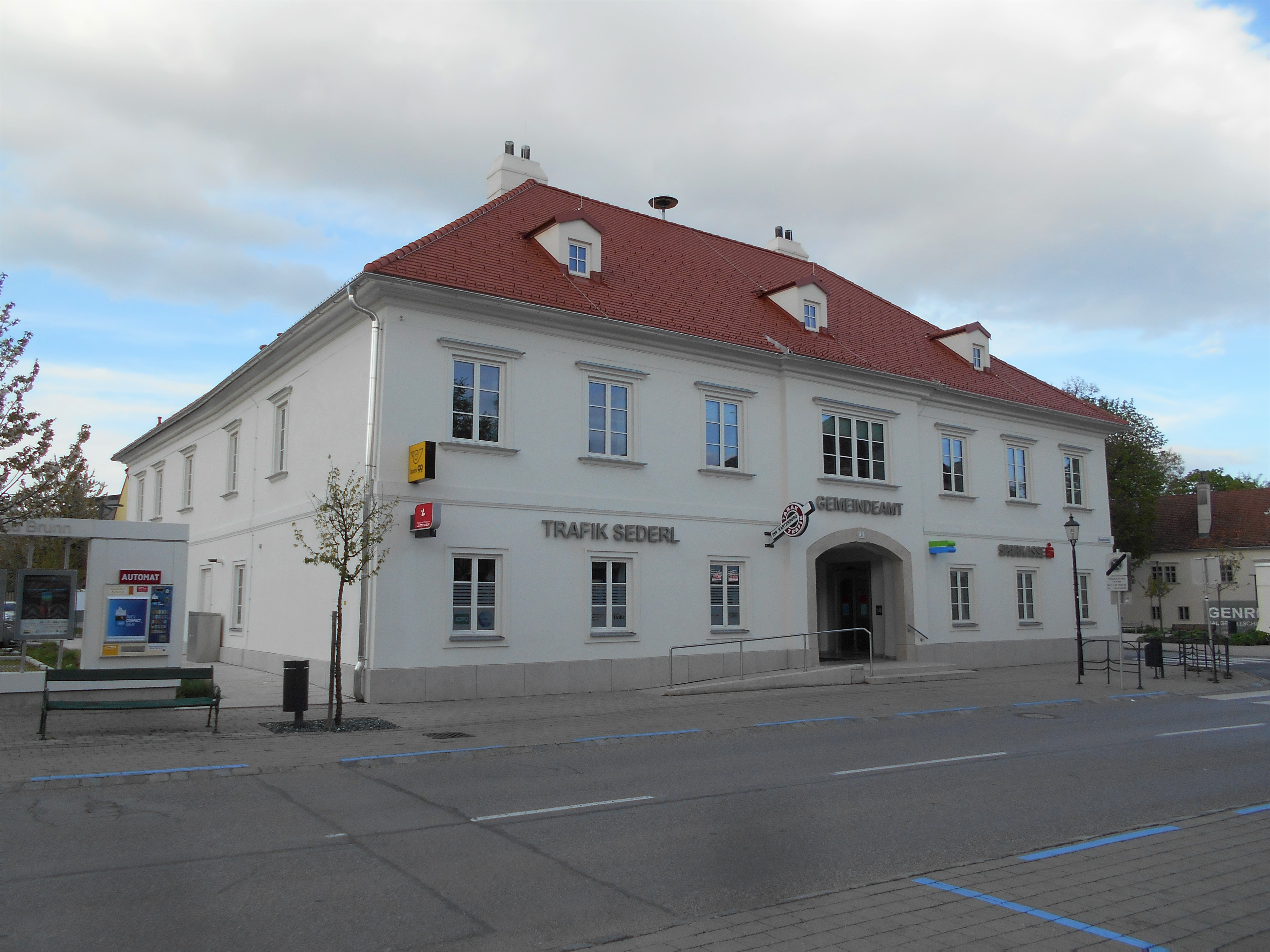
Gemeindeamt in Bad Fischau

### Gemeinderat
Der Gemeinderat hat 23 Mitglieder.
- Mit den Gemeinderatswahlen in Niederösterreich 1990 hatte der Gemeinderat folgende Verteilung: 12 SPÖ, 6 ÖVP, 2 Bürgerliste Bad Fischau-Brunn, und 1 FPÖ.[4]
- Mit den Gemeinderatswahlen in Niederösterreich 1995 hatte der Gemeinderat folgende Verteilung: 11 ÖVP, 8 SPÖ, und 2 Bürgerliste Bad Fischau-Brunn.[5]
- Mit den Gemeinderatswahlen in Niederösterreich 2000 hatte der Gemeinderat folgende Verteilung: 12 ÖVP, 6 SPÖ, 2 Bürgerliste Bad Fischau-Brunn, und 1 FPÖ.[6]
- Mit den Gemeinderatswahlen in Niederösterreich 2005 hatte der Gemeinderat folgende Verteilung: 12 ÖVP, 7 SPÖ, und 2 Bürgerliste Bad Fischau-Brunn.[7]
- Mit den Gemeinderatswahlen in Niederösterreich 2010 hatte der Gemeinderat folgende Verteilung: 13 ÖVP, 5 SPÖ, 2 Bürgerliste Bad Fischau-Brunn, und 1 FPÖ.[8]
- Mit den Gemeinderatswahlen in Niederösterreich 2015 hatte der Gemeinderat folgende Verteilung: 12 ÖVP, 6 SPÖ, 2 Bürgerliste Bad Fischau-Brunn, und 1 FPÖ.[9]
- Mit den Gemeinderatswahlen in Niederösterreich 2020 hatte der Gemeinderat folgende Verteilung: 12 ÖVP, 3 SPÖ, 4 Zukunftsunion Bad Fischau-Brunn, und 2 Grüne.[10]
- Mit den Gemeinderatswahlen in Niederösterreich 2025 hat der Gemeinderat folgende Verteilung: 11 ÖVP, 4 Zukunftsunion Bad Fischau-Brunn, 4 SPÖ, 2 FPÖ und 2 Grüne.[11]}

### Bürgermeister
Bad Fischau
- 1945–1950 Ambros Perger
- 1950–1967 Franz Pichler
- 1967–1969 Johann Schröck

Brunn a. d. Schneebergbahn
- 1945–1951 Karl Steurer
- 1951–1960 Anton Neusiedler
- 1960–1969 Bernhard Holzer

Bad Fischau-Brunn
- 1969–1977 Johann Schröck
- 1978–1994 Herbert Moser
- 1994–1998 Thomas Gruber
- 1998–2008 Michael Schäffler (ÖVP)
- 2008–2023 Reinhard Knobloch (ÖVP)
- seit 2023 Stefan Zimper (ÖVP)

## Persönlichkeiten

### Söhne und Töchter der Gemeinde
- Alois Windisch (1892–1958), österreichischer Offizier und Generalmajor der Wehrmacht im Ersten und im Zweiten Weltkrieg